# Camalaniugan
Camalaniugan è una municipalità di quarta classe delle Filippine, situata nella Provincia di Cagayan, nella Regione della Valle di Cagayan.
Camalaniugan è formata da 28 baranggay:
- Abagao
- Afunan Cabayu
- Agusi
- Alilinu
- Baggao
- Bantay
- Bulala
- Casili Norte
- Casili Sur
- Catotoran Norte
- Catotoran Sur
- Centro Norte (Pob.)
- Centro Sur (Pob.)
- Cullit

- Dacal-Lafugu
- Dammang Norte (Joaquin de la Cruz)
- Dammang Sur (Felipe Tuzon)
- Dugo
- Fusina
- Gang-ngo
- Jurisdiction
- Luec
- Minanga
- Paragat
- Sapping
- Tagum
- Tuluttuging
- Ziminila